# Cleospira ochsneri
Cleospira ochsneri is een slakkensoort uit de familie van de Pseudomelatomidae. De wetenschappelijke naam van de soort is voor het eerst geldig gepubliceerd in 1949 door Hertlein & Strong.